# Senu Marga
Senu Marga is een bestuurslaag in het regentschap Ogan Komering Ulu van de provincie Zuid-Sumatra, Indonesië. Senu Marga telt 827 inwoners (volkstelling 2010).